# Палац Ла-Гранха
Ла Гранха (ісп. La Granja — «ферма») — заміська літня резиденція, побудована за наказом короля Іспанії Філіпа V в містечку Сан-Ільдефонсо в 80 км на північ від Мадрида.
Протягом століть ці краї були улюбленим місцем мисливських забав кастильських королів. Спочатку в плани Філіпа входило будівництво мисливського будиночка, проте під керівництвом італійського архітектора Філіппо Ювара задум отримав форму повноцінної заміської резиденції з регулярним парком на версальський манер і скульптурними групами фонтанів. Протягом 1720-х навколо палацу виросли покої вищих сановників, казарми, собор і королівська склодувна фабрика. Філіп так полюбив це місце, що заповідав поховати себе в палацової церкви з фресками кисті Джованні Баттіста Тьєполо.

## Історія
Ця місцевість була улюбленим мисливським угіддям багатьох кастильських королів завдяки своєму розташуванню на лісистих північних схилах Сьєрра-де-Гвадаррама. У XV столітті Генріх IV Кастильський побудував на цьому місці перший мисливський будиночок, а також невелику святиню, присвячену святому Ільдефонсу Толедському, яка і дала цьому місцю його першу назву.
Ізабелла I Кастильська подарувала обидві будівлі монахам монастиря Санта-Марія-дель-Парраль у Сеговії, які збудували тут богадільню та розбудували гранху (ферму) поряд із будиночком і святинею.

### Палац
Цю ділянку викупив у ченців у 1719 році король Філіп V, після того, як його літній палац Вальсен, що знаходився поруч, згорів дотла. Він був першим іспанським королем з французької династії Бурбонів. Починаючи з 1721 року, Філіп почав будувати новий палац і сади за зразком Версаля, збудованого його дідом, Людовіком XIV Французьким. Як і Версаль, він включав почесний двір з боку під'їзду та офіційні сади з головною віссю, зосередженою на палаці, які були оточені лісом, в якому знаходилися інші приховані садові елементи. Як і Версаль, Ла-Гранха починалася як відступ від двору, але стала центром королівського правління.
Для архітектора Філіп почав з невибагливого проекту іспанського архітектора Теодоро Ардеманса, що включав каплицю, зосереджену на одному фасаді, яка була розширена на другому етапі, приблизно в 1728-34 роках, під керівництвом Андреа Прокаччіні та Семпроніо Субісаті, які облаштували внутрішні дворики на флангах, а остаточного вигляду плану надав Філіппо Джуварра, якого привезли з Турина за рекомендаціями другої королеви Філіпа, Єлизавети Фарнезе Пармської, та його помічника Джованні Баттіста Саккетті.